# Lesley Beake
Lesley Beake, född 1949 i Skottland, är en sydafrikansk ungdomsboksförfattare.
Beake flyttade som sextonåring till Sydafrika med sina föräldrar. Hon utbildade sig till lågstadielärare i Kapstaden, men flyttade sedan till Oxford där hon stannade i ett år, och vidare till Qatar, där hon stannade i tre år. När hon återvände till Sydafrika ville hon inte undervisa under apartheidregimen, utan blev i stället författare.
Beake har publicerat ungdomsböcker om allt från gatubarn (The Strollers) till Sydafrikas första demokratiska val (Jakey, 1997). En av hennes böcker, Song of Be (1991) om den femtonåriga flickan Be från sanfolket, har getts ut på svenska, som Luktar det regn (1994). Förutom sitt skönlitterära författarskap intresserar sig Beake för sanfolket, om vilket hon arbetar på en fackbok.